# Albertshoeve
De Albertshoeve, voorheen IJsselhoeve is een gemeentelijk monument aan de Kerkdwarsstraat 19 in Soest in de provincie Utrecht.
De wit bepleisterde boerderij werd in 1923 gebouwd op de fundamenten van de IJsselhoeve. De woning staat tussen de Olijkeweg en de Ferdiand Huycklaan met de nok dwars op de Kerkdwarsstraat. Het met riet gedekte dak is afgewolfd. De toegangsdeur bevindt zich in het midden van de symmetrische voorgevel. Op de latei boven de deur is de naam Albertshoeve aangebracht. De muurankers aan de gevel viormen de cijfers van het bouwjaar 1923. Aan de linker zijgevel is een erker gebouwd. In de achtergevel is een dubbele deur met roedenverdeling.